# AWO International
AWO International e.V. ist der Fachverband der Arbeiterwohlfahrt (AWO) für Entwicklungszusammenarbeit und humanitäre Hilfe. Die Organisation führt gemeinsam mit lokalen Partnerorganisationen Projekte der entwicklungspolitischen Zusammenarbeit und Maßnahmen zur humanitären Hilfe sowie Katastrophenvorsorge durch. Im Inland engagiert sich AWO International für den Fairen Handel und bietet ein Programm zum Globalen Lernen an. Der Verein wurde im September 1998 in Berlin als Mitgliederverband gegründet und hat 330 Mitglieder (Stand: August 2024).

## Arbeitsbereiche und Regionen
Thematische Schwerpunkte der Projektarbeit von AWO International sind die Themen Kinder- und Jugendrechte, Migration und Menschenhandel, Geschlechtergerechtigkeit, Ernährungssicherheit und Klimawandel sowie humanitäre Nothilfe, Wiederaufbau und Katastrophenvorsorge. Neben dem Aktionsbüro in Berlin hat AWO International 5 Regional- bzw. Länderbüros in Guatemala (Guatemala-Stadt), Uganda (Kampala), Nepal (Kathmandu), auf den Philippinen (Manila) und in der Ukraine (Kyjiw).

### Entwicklungszusammenarbeit
In Zusammenarbeit mit lokalen Nonprofit-Organisationen setzt AWO International Projekte der Entwicklungszusammenarbeit insbesondere in den vier Projektregionen Mittelamerika und Mexiko (El Salvador, Guatemala, Honduras, Mexiko), Südasien (Bangladesch, Indien, Nepal) und Südostasien (Indonesien, Philippinen) sowie Ostafrika (Uganda) um.
AWO International gehört zu den aktuell acht Sozialstrukturträgern, die vom Bundesministerium für wirtschaftliche Zusammenarbeit und Entwicklung (BMZ) mit dem Ziel der Sozialstrukturförderung Projektmittel erhalten. Bei der Sozialstrukturförderung handelt es sich um ein entwicklungspolitisches Instrument, welches mithilfe des Aufbaus nachhaltiger sozialer Strukturen die Partizipation von benachteiligten Bevölkerungsgruppen an sozialen, wirtschaftlichen und politischen Entwicklungen ihres Landes fördert sowie Selbsthilfe und Eigeninitiative der Zivilgesellschaft stärkt.

### Humanitäre Hilfe
Im Falle von Katastrophen (z. B. Erdbeben, Dürre, Tropensturm etc.) leistet AWO International in Zusammenarbeit mit lokalen Organisationen humanitäre Hilfe für die betroffenen Bevölkerungsgruppen und unterstützt Projekte zum Wiederaufbau. Dies geschieht auch außerhalb der ständigen Projektregionen, so zum Beispiel in der Ukraine, in Pakistan und im Nahen Osten.
Zudem setzt AWO International Katastrophenvorsorgeprojekte nach dem methodischen Ansatz „Linking Relief, Rehabilitation and Development“ (LRRD) um. Dabei handelt es sich um einen methodischen Ansatz, welcher die humanitäre Hilfe mit nachhaltiger Entwicklung verknüpft. Ziel dieses Ansatzes ist es, bedrohte Bevölkerungsgruppen soweit vorzubereiten, dass sie im Falle einer Katastrophensituation zur Selbsthilfe befähigt sind.
AWO International ist Mitglied im Bündnis Aktion Deutschland Hilft. Dieses umfasst 23 deutsche Hilfsorganisationen, die im Bedarfsfall gemeinsam zu Spenden aufrufen und ihre Hilfsmaßnahmen im betroffenen Einsatzgebiet aufeinander abstimmen.

### Entwicklungspolitische Inlandsarbeit
In Deutschland engagiert sich AWO International in den Bereichen Globales Lernen und dem Fairer Handel. Dazu bietet der Verein Workshops, Multiplikatorenschulungen und Bildungsmaterialien an.

## Mitgliedschaften und Bündnisse
AWO International ist Mitglied bei Aktion Deutschland Hilft, VENRO, Solidar und der Arbeitsgemeinschaft Sozialstruktur (AGS).

## Transparenz
AWO International hat die Selbstverpflichtungserklärung der Initiative Transparente Gesellschaft unterschrieben, die im Jahr 2010 von Transparency International Deutschland ins Leben gerufen wurde. Zudem ist der Verein Mitglied beim Deutschen Spendenrat, der sich für Transparenz im deutschen Spendenwesen einsetzt. Der Verein veröffentlicht jedes Jahr einen Jahresbericht und informiert über Einnahmen und Ausgaben sowie über die Entwicklungen in den Hilfsprojekten.
AWO International finanziert die Arbeit durch Mitgliedsbeiträge, Spenden und öffentliche Zuschüsse. Das Bundesministerium für wirtschaftliche Zusammenarbeit und Entwicklung (BMZ) ist der größte Zuwendungsgeber.